# Pycnoplinthopsis
Pycnoplinthopsis là chi thực vật có hoa trong họ Cải.